# Basshunters diskografi
Den svenska DJ:n Basshunters diskografi omfattar fem studioalbum, två samlingsalbum, 30 singlar, 5 promosinglar och sju remixer. Hans debutalbum The Bassmachine släpptes av Alex Music 25 augusti 2004. Basshunter skrev sedan under sitt första skivkontrakt med Extensive Music och Warner Music Sweden i april 2006. Hans singel "Boten Anna" nådde förstaplatsen på Sverigetopplistan och toppade den danska singellistan Track Top-40 under 14 veckor. Singeln erhöll platinacertifiering i Sverige och trippel platinacertifiering i Danmark av IFPI.
Hans andra studioalbum LOL släpptes 28 augusti 2006 och nådde topp-5 placeringar på listorna i Sverige, Finland och Danmark. Albumet erhöll platinacertifiering i Finland och dubbel platinacertifikat i Danmark av IFPI. I slutet av 2006 släppte han re-releasen av The Bassmachine och samlingsalbumet The Old Shit via den egna hemsidan. Hans tredje singel "Vi sitter i Ventrilo och spelar DotA" fick guldcertifikat av IFPI Danmark. Han släppte också en remix av Örebro-hip-hoparna Patrik & Lillens låt "Vifta med händerna".
Singeln "Now You're Gone" hade ursprungligen spelats in av Mental Theo med vokalinsats från Sebastian Westwood. Basshunter spelade in en kortare version av låten för att anpassa den till en internationell publik och släppte den som den första singeln från albumet med samma titel. Låten höll förstaplatsen på den brittiska och Irländska singeltopplistan under fem veckor. Det andra singelsläppet var en cover av KC and the Sunshine Bands låt "Please Don't Go". Den tredje "All I Ever Wanted" återanvände musiken från "Vi sitter i Ventrilo och spelar DotA" med en ny sånginsats, för att skapa ett slutresultat i samma stil som "Now You're Gone". Den blev listetta på Irland och listtvåa i Storbritannien, där den även erhöll guldcertifikat. Hans fjärde singel "Angel in the Night" efterföljdes av "I Miss You", en cover av Westlifes "Miss You". Den sjätte och sista singeln från albumet Now You're Gone var "Walk on Water", som släpptes tillsammans med en ny deluxe-utgåva av albumet med nya remixer och albumets tidigare fyra singlar.
Huvudsingeln "Every Morning" till Basshunters femte studioalbum Bass Generation släpptes i före albumsläppet 25 september 2009. Albumet fick guldcertifikat i Storbritannien. Albumets andra singel ver en cover av Nick Kamens låt "I Promised Myself". Samlingsalbumet The Early Bedroom Sessions släpptes 3 december 2012. Det innehåller sju låtar från  The Old Shit, alla tio från The Bassmachine, tre tidigare outgivna låtar samt de tre singlarna "Go Down Now", "Trance Up" och "Wacco Will Kick Your Ass". Den 13 maj 2013 släppte han sitt sjätte studioalbum Calling Time. Albumet nådde plats 25 på den amerikanska topplistan för Dance/Electronic-album. Fem spår från albumet släpptes som singlar: Five tracks from the album were released as singles: "Saturday" (2010), "Fest i hela huset" (2011), "Northern Light", "Dream on the Dancefloor" (2012), "Crash & Burn" och "Calling Time" (2013). "Saturday" erhöll guldcertifiering i Nya Zeeland. "Fest i hela huset" som spelats in tillsammans med deltagare i Big Brother, nådde en femteplats på Sverigetopplistan.

## Album

### Studioalbum
| The Bassmachine                                                                                | - Släppt: 25 augusti 2004 - Skivbolag: Alex Music - Format: CD, digital nedladdning                             | —  | —  | —  | —  | —  | —  | —  | —  | — | —  |                                                 |                                                          |
| LOL <(^^,)>                                                                                    | - Släppt: 28 augusti 2006 - Skivbolag: Warner Music Sweden - Format: CD, digital nedladdning, strömning         | 5  | 12 | 3  | 82 | 4  | 51 | —  | 19 | — | —  | - IFPI DNK: 2× Platina - IFPI FIN: Platina      | - DNK: 40 000 - FIN: 33 365 - FRA: 11 020                |
| Now You're Gone – The Album                                                                    | - Släppt: 14 juli 2008 - Skivbolag: Hard2Beat - Format: CD, CD+DVD, digital nedladdning, strömning              | 38 | 17 | —  | 6  | 35 | 36 | 2  | —  | 1 | 1  | - BPI: Platina - RMNZ: Platina - IFPI DNK: Guld | - GBR: 376 017 - NZL: 20 000+ - DNK: 10 000 - FRA: 9 900 |
| Bass Generation                                                                                | - Släppt: 25 september 2009 - Skivbolag: Warner Music Sweden - Format: CD, 2×CD, digital nedladdning, strömning | —  | —  | 39 | 58 | —  | 41 | 16 | —  | 2 | 16 | - BPI: Guld                                     | - GBR: 100 000                                           |
| Calling Time                                                                                   | - Släppt: 13 maj 2013 - Skivbolag: Gallo Record Company - Format: CD, digital nedladdning, strömning            | —  | —  | —  | *  | —  | —  | —  | —  | — | —  |                                                 |                                                          |
| "—" anger en inspelning som inte placerades på topplista eller som inte släpptes i det landet. | |    |    |    |    |    |    |    |    |   |    |                                                 |                                                          |

### Samlingsalbum
| Titel                      | Albuminformation                                                                                |
| -------------------------- | ----------------------------------------------------------------------------------------------- |
| The Old Shit               | - Släppt: Andra halvan av 2006 - Skivbolag: Egenutgivet - Format: Digital nedladdning           |
| The Early Bedroom Sessions | - Släppt: 3 december 2012 - Skivbolag: Rush Hour - Format: 2×CD, digital nedladdning, strömning |

## Singlar

### Som huvudartist
| Titel                                                                                          | År   | Högsta listplacering | Högsta listplacering | Högsta listplacering | Högsta listplacering | Högsta listplacering | Högsta listplacering | Högsta listplacering | Högsta listplacering | Högsta listplacering | Högsta listplacering | Certifikat                                                  | Album                              |
| Titel                                                                                          | År   | SWE                  | ÖST                  | DNK                  | FIN                  | TYS                  | IRE                  | NLD                  | NOR                  | NZL                  | GBR                  | Certifikat                                                  | Album                              |
| ---------------------------------------------------------------------------------------------- | ---- | -------------------- | -------------------- | -------------------- | -------------------- | -------------------- | -------------------- | -------------------- | -------------------- | -------------------- | -------------------- | ----------------------------------------------------------- | ---------------------------------- |
| "The Big Show"                                                                                 | 2004 | —                    | —                    | —                    | —                    | —                    | —                    | —                    | —                    | —                    | —                    |                                                             | The Bassmachine                    |
| "Welcome to Rainbow"                                                                           | 2006 | —                    | —                    | —                    | —                    | —                    | —                    | —                    | —                    | —                    | —                    |                                                             | Singel som inte utgivits på album  |
| "Boten Anna"                                                                                   | 2006 | 1                    | 2                    | 1                    | 4                    | 9                    | —                    | 2                    | 3                    | —                    | —                    | - IFPI DNK: 3× Platina - IFPI SWE: Platina - IFPI ÖST: Guld | LOL <(^^,)>                        |
| "Vi sitter i Ventrilo och spelar DotA"                                                         | 2006 | 6                    | 18                   | 7                    | 2                    | 33                   | 49                   | 9                    | 7                    | —                    | —                    | - IFPI DNK: Guld                                            | LOL <(^^,)>                        |
| "Jingle Bells"                                                                                 | 2006 | 13                   | —                    | —                    | —                    | —                    | —                    | 31                   | 9                    | —                    | 35                   |                                                             | LOL <(^^,)>                        |
| "Vifta med händerna" (vs. Patrik & Lillen)                                                     | 2006 | 25                   | —                    | —                    | 7                    | —                    | —                    | —                    | —                    | —                    | —                    |                                                             | LOL <(^^,)>                        |
| "DotA"                                                                                         | 2007 | —                    | —                    | —                    | —                    | 30                   | —                    | —                    | —                    | —                    | —                    |                                                             | LOL <(^^,)>                        |
| "Now You're Gone"                                                                              | 2007 | 2                    | 14                   | 14                   | 8                    | 18                   | 1                    | —                    | 10                   | 3                    | 1                    | - IFPI DEN: Guld - BPI: Platina - RMNZ: Platina             | Now You're Gone – The Album        |
| "Please Don't Go"                                                                              | 2008 | 6                    | —                    | —                    | —                    | —                    | —                    | —                    | —                    | —                    | —                    |                                                             | Now You're Gone – The Album        |
| "All I Ever Wanted"                                                                            | 2008 | 58                   | 15                   | —                    | —                    | 35                   | 1                    | —                    | 3                    | 17                   | 2                    | - IFPI DEN: Guld - BPI: Platina - RMNZ: Guld                | Now You're Gone – The Album        |
| "Angel in the Night"                                                                           | 2008 | 50                   | —                    | —                    | —                    | —                    | 10                   | —                    | —                    | —                    | 14                   | - BPI: Silver                                               | Now You're Gone – The Album        |
| "Russia Privjet (Hardlanger Remix)"                                                            | 2008 | —                    | —                    | —                    | —                    | —                    | —                    | —                    | —                    | —                    | —                    |                                                             | Now You're Gone – The Album        |
| "I Miss You"                                                                                   | 2008 | 45                   | —                    | —                    | —                    | 70                   | —                    | —                    | —                    | —                    | 32                   |                                                             | Now You're Gone – The Album        |
| "Walk on Water"                                                                                | 2009 | —                    | —                    | —                    | —                    | —                    | —                    | —                    | —                    | —                    | 76                   |                                                             | Now You're Gone – The Album        |
| "Al final" (feat. Dani Mata)                                                                   | 2009 | —                    | —                    | —                    | —                    | —                    | —                    | —                    | —                    | —                    | —                    |                                                             | Singel som inte utgivits på album  |
| "Every Morning"                                                                                | 2009 | 24                   | —                    | —                    | —                    | 76                   | 17                   | —                    | —                    | 14                   | 17                   |                                                             | Bass Generation                    |
| "I Promised Myself"                                                                            | 2009 | —                    | —                    | —                    | —                    | —                    | —                    | —                    | —                    | —                    | 94                   |                                                             | Bass Generation                    |
| "Saturday"                                                                                     | 2010 | —                    | —                    | —                    | —                    | —                    | 37                   | —                    | —                    | 14                   | 21                   | - RMNZ: Guld                                                | Calling Time                       |
| "Fest i hela huset" (vs. Big Brother)                                                          | 2011 | 5                    | —                    | —                    | —                    | —                    | —                    | —                    | —                    | —                    | —                    |                                                             | Calling Time                       |
| "Northern Light"                                                                               | 2012 | —                    | —                    | —                    | —                    | —                    | —                    | —                    | —                    | —                    | —                    |                                                             | Calling Time                       |
| "Dream on the Dancefloor"                                                                      | 2012 | —                    | —                    | —                    | —                    | —                    | —                    | —                    | —                    | —                    | —                    |                                                             | Calling Time                       |
| "Crash & Burn"                                                                                 | 2013 | —                    | —                    | —                    | —                    | —                    | —                    | —                    | —                    | —                    | —                    |                                                             | Calling Time                       |
| "Calling Time"                                                                                 | 2013 | —                    | —                    | —                    | —                    | —                    | —                    | —                    | —                    | —                    | —                    |                                                             | Calling Time                       |
| "Elinor"                                                                                       | 2013 | —                    | —                    | —                    | —                    | —                    | —                    | —                    | —                    | —                    | —                    |                                                             | Singlar som inte utgivits på album |
| "Masterpiece"                                                                                  | 2018 | —                    | —                    | —                    | —                    | —                    | —                    | —                    | —                    | —                    | —                    |                                                             | Singlar som inte utgivits på album |
| "Home"                                                                                         | 2019 | —                    | —                    | —                    | —                    | —                    | —                    | —                    | —                    | —                    | —                    |                                                             | Singlar som inte utgivits på album |
| "Angels Ain't Listening"                                                                       | 2020 | —                    | —                    | —                    | —                    | —                    | —                    | —                    | —                    | —                    | —                    |                                                             | Singlar som inte utgivits på album |
| "Life Speaks to Me"                                                                            | 2021 | —                    | —                    | —                    | —                    | —                    | —                    | —                    | —                    | —                    | —                    |                                                             | Singlar som inte utgivits på album |
| "End the Lies" (& Alien Cut)                                                                   | 2022 | —                    | —                    | —                    | —                    | —                    | —                    | —                    | —                    | —                    | —                    |                                                             | Singlar som inte utgivits på album |
| "Ingen kan slå (Boten Anna)" (Victor Leksell)                                                  | 2023 | 4                    | —                    | —                    | —                    | —                    | —                    | —                    | —                    | —                    | —                    |                                                             | Singlar som inte utgivits på album |
| "—" anger en inspelning som inte placerades på topplista eller som inte släpptes i det landet. |      |                      |                      |                      |                      |                      |                      |                      |                      |                      |                      |                                                             |                                    |

### Promosinglar
| Titel                           | År   | Album                             |
| ------------------------------- | ---- | --------------------------------- |
| "Syndrome de Abstenencia"       | 2004 | The Bassmachine                   |
| "Wacco Will Kick Your Ass"      | 2005 | The Early Bedroom Sessions        |
| "I Can Walk on Water I Can Fly" | 2007 | Singel som inte utgivits på album |
| "Russia Privjet"                | 2007 | LOL <(^^,)>                       |
| "Megamix"                       | 2008 | Singel som inte utgivits på album |

## Remixer

### Singlar
| Titel | År   | Artist(er)          | Album                              |
| --- | ---- | ------------------- | ---------------------------------- |
| "Dancing Lasha Tumbai" (Basshunter Remix) | 2007 | Verka Serdjutjka    | Remixer som inte utgivits på album |
| "Du hast den schönsten Arsch der Welt" (Basshunter's Bass My Ass Radio Mix) "Du hast den schönsten Arsch der Welt" (Basshunter's Bass My Ass Remix) | 2007 | Alex C. feat. Y-ass | Remixer som inte utgivits på album |
| "Ieva's Polka (Ievan Polkka)" (Basshunter Remix) | 2007 | Loituma             | Remixer som inte utgivits på album |
| "Calcutta 2008" (Basshunter Remix) | 2007 | Dr. Bombay          | Remixer som inte utgivits på album |
| "When You Leave (Numa Numa)" (Basshunter Radio Mix)                                                                                                 | 2008 | Alina               | Remixer som inte utgivits på album |
| "When You Leave (Numa Numa)" (Basshunter Extended Edit)                                                                                             | 2009 | Alina               | Remixer som inte utgivits på album |
| "Crash & Burn" (Basshunter Remix) | 2013 | Basshunter          | Remixer som inte utgivits på album |
| "Sex Love Rock n Roll (SLR)" [Basshunter Remix] "Sex Love Rock n Roll (SLR)" [Basshunter Remix Extended Version]                                    | 2014 | Arash feat. T-Pain  | Superman                           |

### Promosinglar
| Titel                              | År   | Artist(er) | Album    |
| ---------------------------------- | ---- | ---------- | -------- |
| "Calcutta 2008" (Basshunter Remix) | 2007 | Dr. Bombay | The Hits |

## Andra listplacerade låtar
| Titel       | År   | Högsta listplacering | Album |
| Titel       | År   | SWE                  | Album |
| ----------- | ---- | -------------------- | ----- |
| "Hallå där" | 2006 | 51                   | LOL   |

## Diskografi som låtskrivare
| Titel                                                                                          | År   | Artist(er)   | Högsta listplacering | Högsta listplacering | Album                              | Skriven tillsammans med                                 |
| Titel                                                                                          | År   | Artist(er)   | SWE                  | BEL (WA)             | Album                              | Skriven tillsammans med                                 |
| ---------------------------------------------------------------------------------------------- | ---- | ------------ | -------------------- | -------------------- | ---------------------------------- | ------------------------------------------------------- |
| "Mange kommer hem till dig"                                                                    | 2015 | Mange Makers | —                    | —                    | Singlar som inte utgivits på album | Max Christensson Max Henriksson Didrik Rastbäck Wrethov |
| "Shut Up Chicken"                                                                              | 2020 | El Capon     | —                    | —                    | Singlar som inte utgivits på album | Claydee Thomas Jules Ilkay Sencan                       |
| "Charlie"                                                                                      | 2020 | Lana Scolaro | —                    | —                    | Singlar som inte utgivits på album | Tim Aeby Linnea Deb Robert Uhlmann Svidden              |
| "—" anger en inspelning som inte placerades på topplista eller som inte släpptes i det landet. |      |              |                      |                      |                                    |                                                         |